# Brazil (1985)
Brazil is een dystopische speelfilm uit 1985 van regisseur en Monty Python lid Terry Gilliam.

## Verhaal
Sam Lowry is een bestookte aristocraat in een futuristische maatschappij die nodeloos ondoorzichtig en inefficiënt is. Hij droomt van een leven waarin hij kan wegvliegen van technologie en overweldigende bureaucratie, en voor eeuwig en altijd bij de vrouw van zijn dromen kan zijn. Terwijl hij de onterechte arrestatie van ene Harry Buttle probeert recht te zetten, ontmoet Lowry Jill Layton, de vrouw die hij steeds achternazit in zijn dromen. Ondertussen houdt de bureaucratie hem verantwoordelijk voor een golf van terroristische aanslagen, en worden Sam en Jills levens in gevaar gebracht.

## Verschillende versies
In Europa kwam de film uit in een 142 minuten durende versie, maar tot grote ergernis van regisseur Terry Gilliam werd de film in de Verenigde Staten uitgebracht in een verkorte versie (van 132 minuten), waar bovendien een ander (minder donker) einde aan zat. Ook werd er een versie van 94-minuten gemaakt voor Amerikaanse Televisie. 
De originele, Europese versie kwam later (op dvd en blu-ray) in de Verenigde Staten uit als de Director's Cut, soms samen met de 94 minuten durende versie.

## Rolverdeling
| Acteur            | Personage                |
| ----------------- | ------------------------ |
| Jonathan Pryce    | Sam Lowry                |
| Robert De Niro    | Archibald 'Harry' Tuttle |
| Katherine Helmond | Mevr. Ida Lowry          |
| Ian Holm          | Mr. M. Kurtzmann         |
| Bob Hoskins       | Spoor                    |
| Michael Palin     | Jack Lint                |
| Ian Richardson    | Mr. Warrenn              |
| Peter Vaughan     | Mr. Helpmann             |
| Kim Greist        | Jill Layton              |
| Jim Broadbent     | Dr. Jaffe                |
| Barbara Hicks     | Mevr. Alma Terrain       |
| Charles McKeown   | Harvey Lime              |